# 無褲日

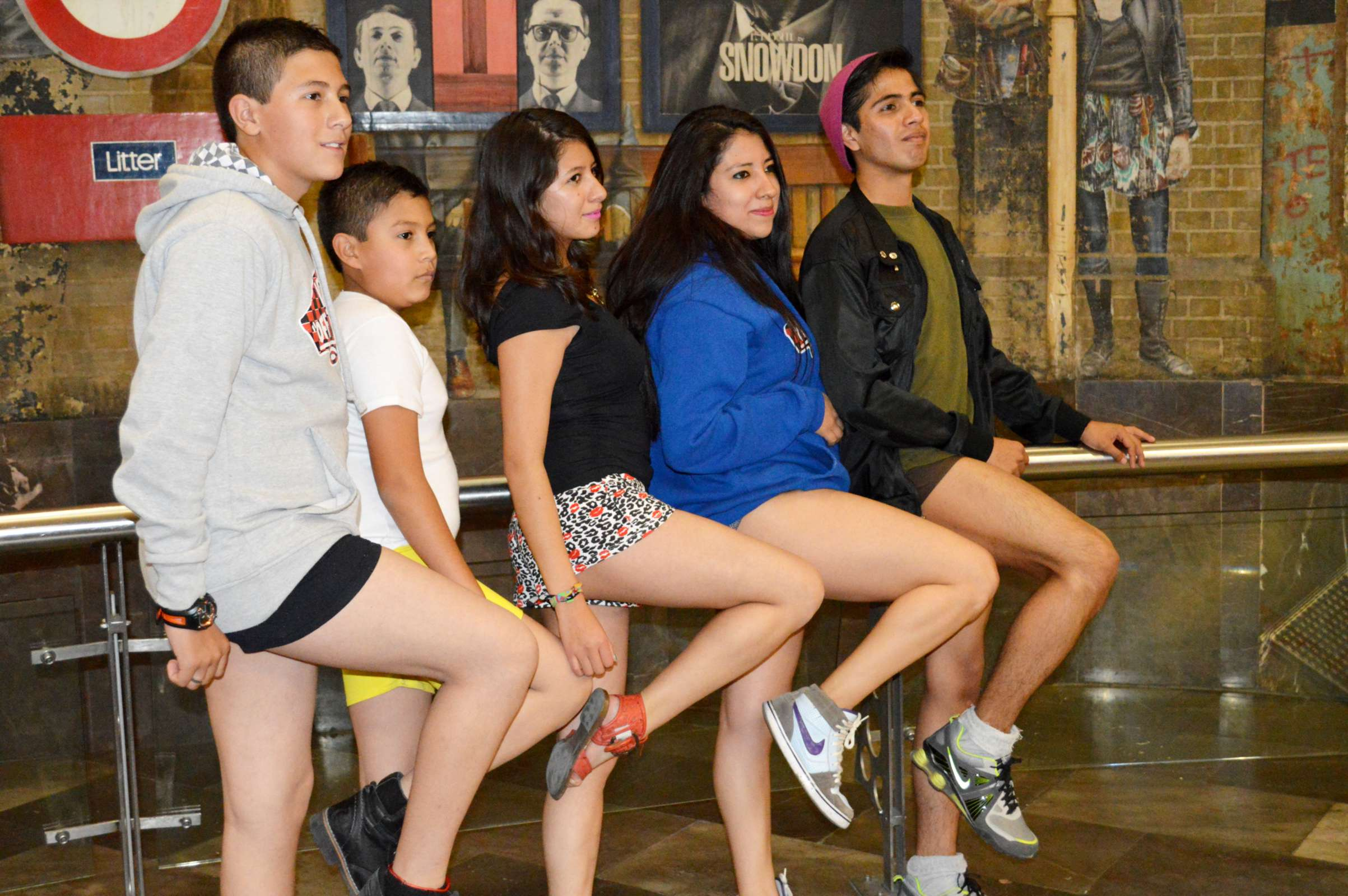
2015年，墨西哥城的一個家庭參加地鐵無褲日

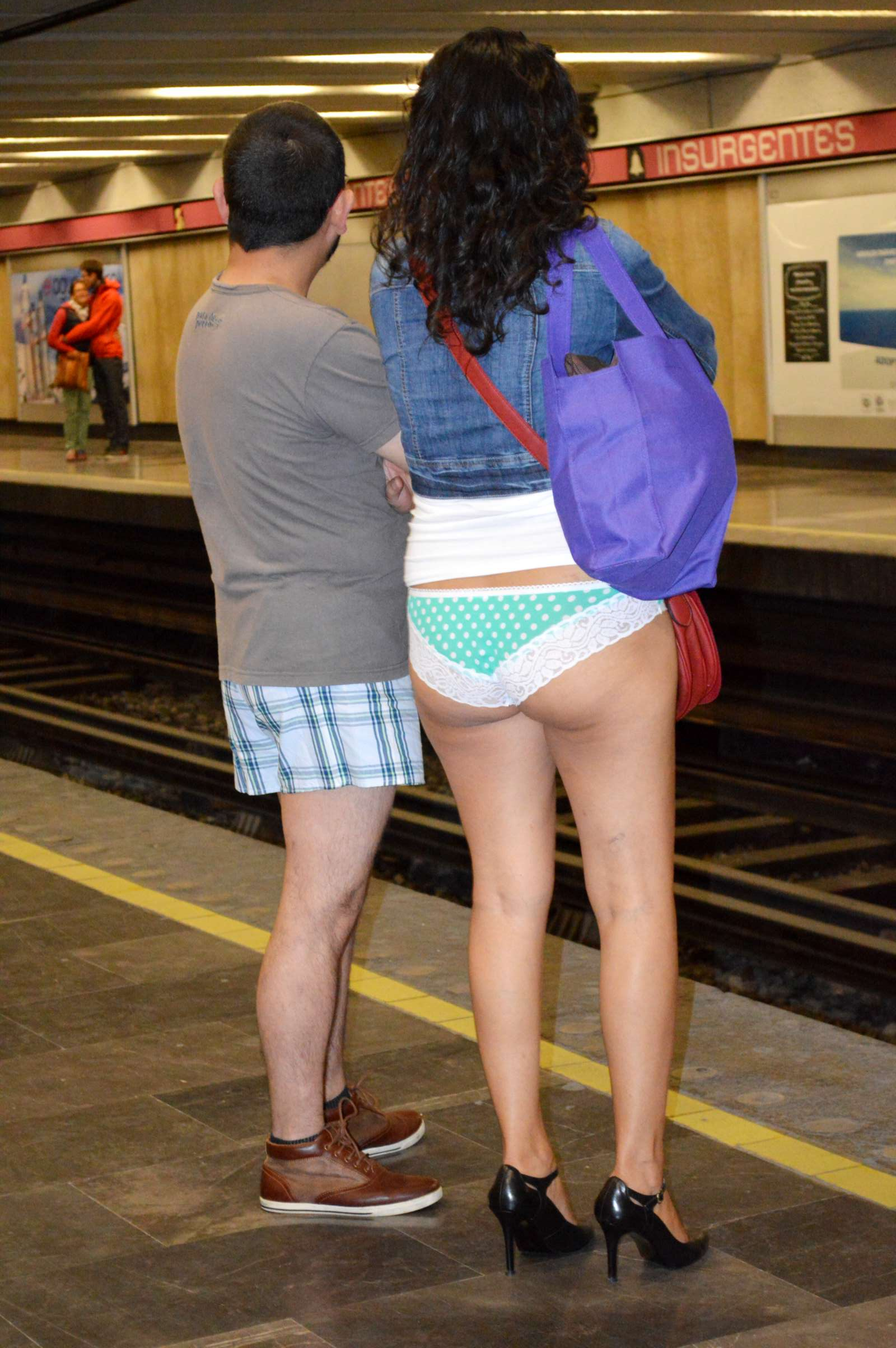
辦公室同事在墨西哥城等待地鐵列車

無褲日（英語：No Pants Day）是一個在公眾場合不穿外褲或裙子等衣物，僅穿著內褲的活動，並且不感到害羞或奇怪，打破社會禁忌，下空解放。由improve everywhere 的組織發起，在某些團體已成為一年一度的活動，日期通常為五月的第一個星期五。

## 歷史
一則未經證實的報導指出，無褲日第一次慶祝是在1985年或1986年。在2018年，有60個國家在世界上參與無褲日。就華人地區言，第一個公開舉行無褲日活動的是台灣：2011年2月15日，Reebok號召年輕女性將近20人響應紐約地鐵無褲日，下半身只穿三角褲或四角褲，搭乘台北捷運板南線列車來回忠孝復興站與南港車站之間。

## 相關項目
- 內褲

## 外部連結
- WeHatePants.com[永久]
- Improv Everywhere （页面存档备份，存于）